# Kara śmierci w Japonii

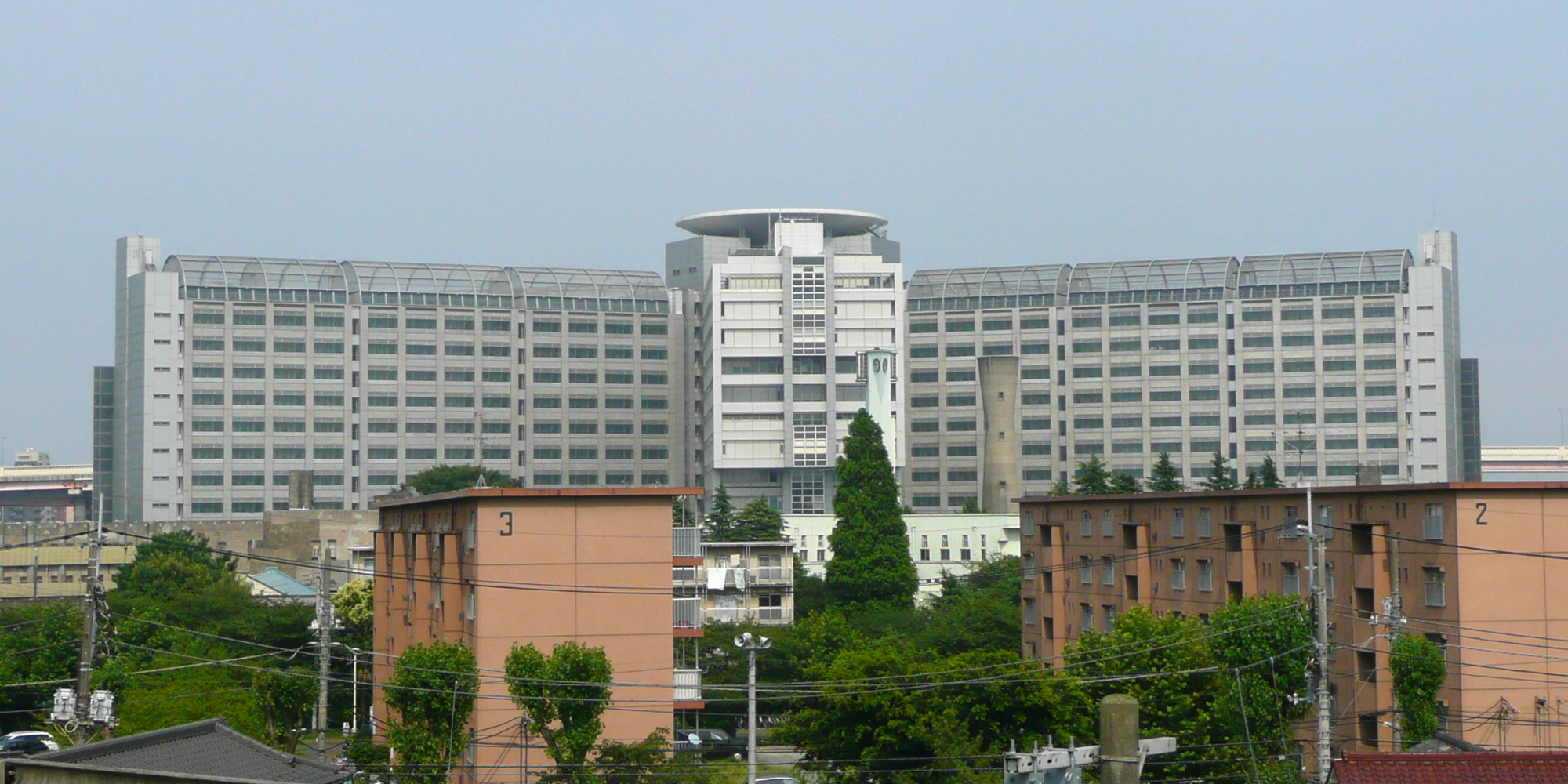
Tōkyō Kōchisho, jedno z siedmiu miejsc, gdzie w Japonii wykonuje się karę śmierci

Kara śmierci w Japonii – obowiązuje w przypadku wielokrotnych morderców oraz morderstwa połączonego z gwałtem lub napadem. W latach 1946–1993 japońskie sądy skazały na śmierć 766 osób (w tym obywateli Chin, Malezji i Korei Południowej), z czego 608 zostało straconych. Wyroki śmierci dla nieletnich są rzadkością, aczkolwiek 22 kwietnia 2008 sąd skazał na karę śmierci, nekrofila, który zabił dwie osoby mając 18 lat.
Zgodnie z artykułem 475 japońskiego kodeksu postępowania karnego, kara śmierci musi być wykonana w ciągu sześciu miesięcy od nieudanej apelacji na polecenie ministra sprawiedliwości. W praktyce jednak często skazani oczekują latami na egzekucje z uwagi na ponowne rozpatrywanie sprawy. Egzekucje wykonuje się przez powieszenie. Ankieta rządowa z 2014 roku pokazała, że popiera ją 80,3% osób powyżej 20 roku życia.
W 2008 i 2018 roku wykonano po 15 wyroków śmierci.